# 倫琴 (單位)
伦琴，简称伦（roentgen或röntgen，符號：R）是放射性物质产生的照射量的一个单位。得名于德国物理学家威廉·伦琴，於1928年被採用。
倫琴之符號为R，其定义是在0摄氏度，760毫米汞柱气压的1立方厘米空气中造成1静电单位（3.3364×10−10库仑）正负离子的辐射强度=1伦琴单位。伦琴单位不是国际单位，但在医学等方面还是很常用。与国际单位的换算是1伦琴单位=2.58×10-4库仑/千克。
一般用来衡量X射线和γ射线的强度。用伦琴单位衡量其他形式的辐射（例如α粒子）时可以乘上一个表示生物影响性能的Q因子。
伦琴单位表示的是存在的辐射量，不等于生物组织的吸收情况。衡量后者使用的是辐射剂量，单位为侖目或西弗。1侖目大致相当于人体全部吸收了1伦琴单位的辐射。